# Друга мандрівна капела Дніпросоюзу
Друга мандрівна капела Дніпросоюзу — українська хорова капела, створена 1920 року Дніпросоюзом для популяризації хорової творчості на Правобережжі і Півдні України. Диригент — Кирило Стеценко.
З капелою мандрували адміністратор Олесь Чапківський, поет Павло Тичина, композитор і диригент Павло Гайда.

## Загальні відомості
В той час як Перша мандрівна капела Дніпросоюзу на чолі з диригентом Нестором Городовенком виступала на Лівобережному Подніпров'ї, виникла потреба в розширенні географії виступів на інших українських землях, зокрема на Правобережжі і Півдні України.
Влітку 1920 року Дніпросоюз створив ще одну капелу під керівництвом диригента Кирила Стеценка.
Капела популяризувала нові твори українських композиторів, контактувала з місцевими співочими гуртками, демонструвала новий репертуар з творів, що публікувались видавничою секцією Дніпросоюзу.
Друга капела діяла з літа до грудня 1920 року.

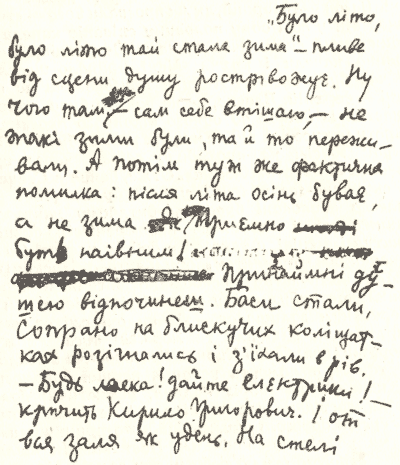
Перша сторінка рукопису спогадів Павла Тичини про мандрівку із капелою Стеценка

Подорож, яка тривала з 8 вересня по 10 листопада, пролягла за маршрутом: Фастів — Миронівка — Корсунь — Сміла — Балаклея — Черкаси — Златопіль — Новомиргород — Єлисаветград (нині Кропивницький) — Бобринець — Вознесенськ — Одеса — Тульчин — Вапнярка — Жмеринка — Вінниця — Козятин.
У Тульчині, де жив М. Д. Леонтович, капела виконала низку творів видатного композитора — «Гра в зайчика», «Щедрик», «Ой гай, мати, гай», «За городом качки пливуть» та інші. Земляки тепло вітали Миколу Дмитровича і захоплено аплодували хоровій капелі. Після концерту Микола Леонтович запросив Кирила Стеценка й Павла Тичину додому, де зіграв їм музику до опери «На русалчин Великдень».
Подорож була нелегкою. До Тульчина добирались на підводах. Багато часу провели в вагонах. Проте труднощі не впливали на високий моральний дух хористів. Учасник турне поет Павло Тичина писав про ту поїздку так:
|  | Вагона скрип і вічне хвилювання Я ні на яку тишу не продам Наш рух вперед, себе перемагання На зустріч місту, селам і садам. |

Після тріумфальної поїздки містами і селами України капела повернулась до Києва, де музиканти дізналися, що Дніпросоюз був реорганізований у Всеукраїнську кооперативну раду (в Харкові), а його музично-хорова секція ліквідована. Виступи Другої мандрівної капели заборонялись.

## Події
- 16 вересня 1920 року — зупинка у Фастові
- 18 вересня — Перший концерт в Миронівці
- 19 жовтня — Сміла
- 23—24 жовтня — перебування в Черкасах. Концерт для червоноармійців в історико-педагогічному музеї
- 26—27 жовтня — Новомиргород
- 27 жовтня — їздили до Тульчина на підводах в гості до М. Леонтовича

Всього було дано 10 концертів.
Під час виступу в Одесі після вдалого концерту в одній з церков Кирило Стеценко відправив службу Божу українською мовою, як священник.
До одеситів, які прийшли попрощатись з капелою, Павло Тичина звернувся такими словами:
|  | Брати, прощайте! Нових стріч! І в нас тут листя опадає, У груди море б’є, ридає – І день і ніч, і день і ніч... Брати, прощайте! Нам пора! Туди, в степи, яри, долини, Де б’ється серце України На гордім березі Дніпра! Брати, прощайте! Путь лежить! До нових стріч! Одеса – мати, Прощайте, любі! Не тужіть – Піснями волю йдем вітати. |

## Склад капели
До складу капели увійшли 92 кращих хорових співаків Києва, частина хористів Першої мандрівної капели Дніпросоюзу, співаки Київського оперного театру, Київського театру музичної драми, хору ім. М. В. Лисенка, студентського хору Київського університету.

## Репертуар
Репертуар становили оригінальні твори і обробки народних пісень Миколи Лисенка, Миколи Леонтовича, Олександра Кошиця, Кирила Стеценка, Петра Ніщинського, Павла Гайди, Рейнольда Глієра, Якова Степового, Михайла Вериківського.